# Thelotrema manosporum
Thelotrema manosporum är en lavart som först beskrevs av C. Knight, och fick sitt nu gällande namn av Hellb. 1896. Thelotrema manosporum ingår i släktet Thelotrema och familjen Thelotremataceae.   Inga underarter finns listade i Catalogue of Life.